# ГЕС Тіста ІІІ
ГЕС Тіста ІІІ — гідроелектростанція на сході Індії у штаті Сіккім. Знаходячись перед ГЕС Тіста V, становить верхній ступінь у каскаді у сточищі річки Тіста, котра дренує східну частину Гімалаїв (район між Непалом та Бутаном) і впадає праворуч до Брахмапутри. Можливо також відзначити, що між Тіста ІІІ та Тіста V планується спорудити ГЕС Тіста IV, але проти цього проекту виступили природоохоронні організації.
Забір води для роботи станції відбувається із лівої притоки Тісти річки Лачунг (Lachung Chu). Для цього її за кілька сотень метрів нижче від впадіння Lachen Chu перекрили греблею із ущільненого котком бетону висотою 60 метрів, яка потребувала 1,15 млн м3 матеріалу. Вона спрямовує воду у два басейни очистки від осаду розмірами 320х17х32 метри, з яких ресурс потрапляє у прокладений через правобережний гірський масив дериваційний тунель довжиною 13,8 км та діаметром 7,5 метра. Після балансувального резервуару шахтного типу висотою 158 метрів та діаметром 13 метрів вода через два напірні водоводи довжиною по 1,4 км та діаметром по 4 метри надходить до підземного машинного залу.
У залі розмірами 21х44х214 метрів розмістили шість турбін типу Пелтон потужністю по 200 МВт, які при напорі у 780 метрів повинні забезпечувати виробництво 5,2 млрд кВт-год електроенергії на рік.
Відпрацьована вода через тунель довжиною 1,3 км з перетином 8,2х8 метрів виводиться неподалік від впадіння Лаченг в Тісту.